# Lawrence Freedman

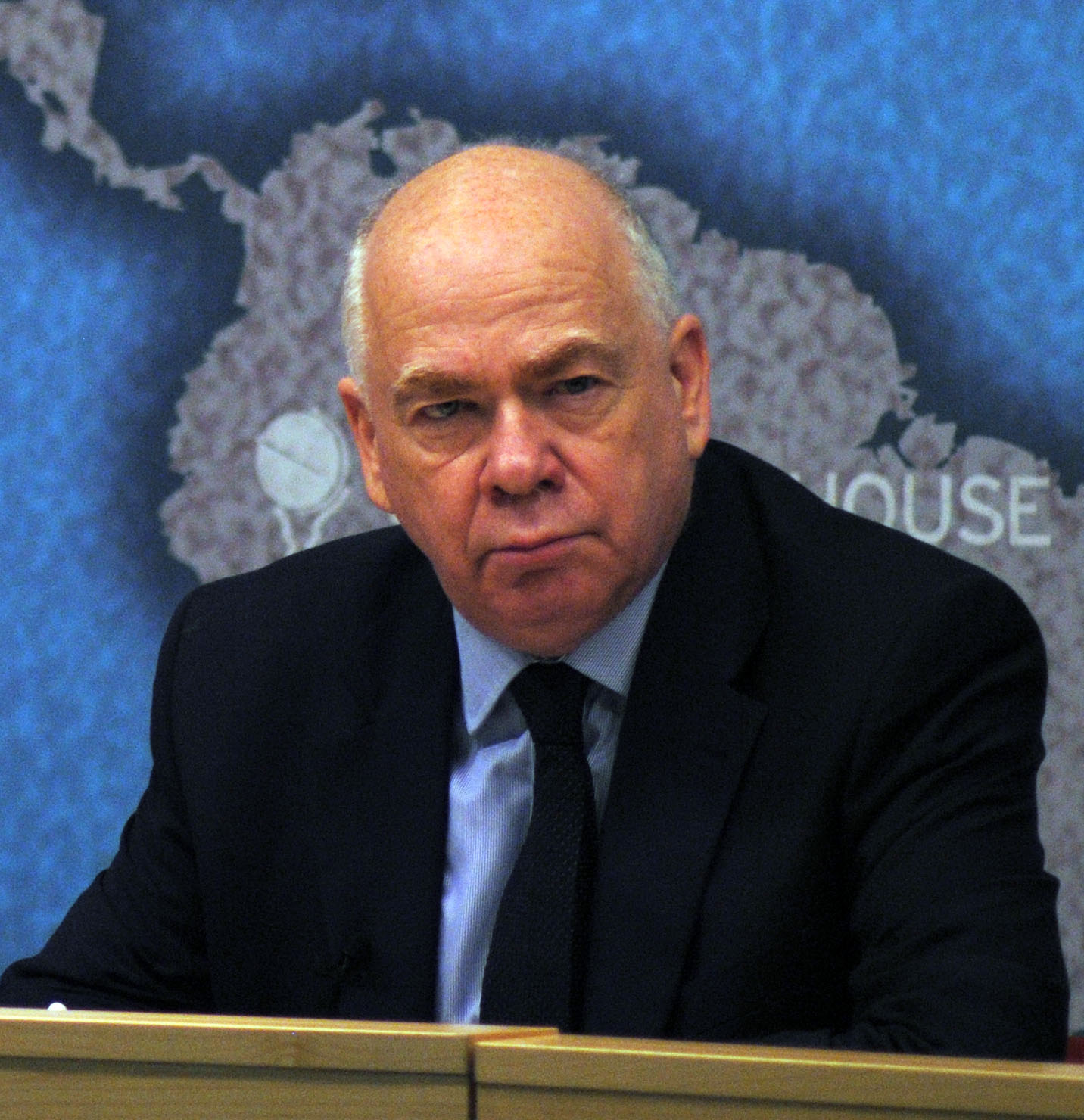
Lawrence Freedman (2013)

Sir Lawrence David Freedman, KCMG, CBE (* 7. Dezember 1948 in Tynemouth) ist ein britischer Politikwissenschaftler und Militärhistoriker.

## Leben
Freedman wurde als Sohn eines britischen Marineoffiziers (Lieutenant Commander) und späteren AJEX-Funktionärs und seiner Frau geboren. Er besuchte die Whitley Bay Grammar School in Whitley Bay, North Tyneside und studierte dann an der Victoria University of Manchester (BA), der University of York (BPhil) und der University of Oxford (DPhil).
Er forschte am Nuffield College in Oxford und am International Institute for Strategic Studies (IISS) in London. Von 1976 bis 1978 war er am Royal Institute of International Affairs tätig. Von 1978 bis 1982 war er Leiter der Policy Studies. 1978 wurde er Fellow am Department of War Studies am King’s College London. Dort erhielt er 1982 eine Professur und leitete von 1982 bis 1997 das Department. 2001 wurde er Dekan der School of Social Science and Public Policy und 2003 Vice Principal (Strategy & Development) des King’s College London. 1993 war er Gastredner am Liddell Hart Centre for Military Archives.
Freedman ist darüber hinaus seit 1993 Mitglied des Councils der UCL School of Slavonic and East European Studies, zuvor des International Institute for Strategic Studies. Von 1983 bis 1998 war er Vorsitzender des Committee on International Peace and Security des Social Science Research Council. Von 2001 bis 2009 war er Trustee des Imperial War Museum. Außerdem arbeitete er als Zeitungskolumnist und ist Mitglied des Editorial Board des Journal of Strategic Studies. Er wurde 1997 zum Official Historian des Falklandkrieges ernannt. 2009 wurde Freedman Privy Councillor und war in dieser Eigenschaft Mitglied des Iraq Inquiry Committee (2009–2011).
Er ist Autor zahlreicher Bücher zur Nuklearstrategie, zum Kalten Krieg und weiteren sicherheitspolitischen Themen.
Freedman ist verheiratet mit Judith Freedman (Pinsent Masons Professor of Taxation Law) und Vater von zwei Kindern.

## Auszeichnungen und Mitgliedschaften
- 1989: Mitglied der Academia Europaea
- 1990: Ehrendirektor, Centre for Defence Studies, King’s College London
- 1994: Erasmus Medal, Academia Europaea
- 1995: Fellow, British Academy
- 1996: Order of the British Empire (CBE)
- 2002: Silver Medal, Arthur Ross Book Award, Council on Foreign Relations
- 2003: Order of St. Michael and St. George (KCMG)
- 2006: Chesney Gold Medal, Royal United Services Institute
- 2009: Lionel Gelber Prize
- 2009: Duke of Westminster’s Medal for Military Literature, Royal United Services Institute
- 2020: Mitglied der American Academy of Arts and Sciences

## Schriften (Auswahl)
- Lawrence Freedman: Britain and Nuclear Weapons. Royal Institute of International Affairs, London 1980, ISBN 978-0-333-30511-9, doi:10.1007/978-1-349-16388-5 (englisch).
- mit Catherine McArdle Kelleher, Jane M. O. Sharp (Hrsg.): The treaty on conventional armed forces in Europe. The politics of post-wall arms control (= Demokratie, Sicherheit, Frieden. Bd. 100). Nomos, Baden-Baden 1996, ISBN 3-7890-4435-0.
- Strategy: a history. Oxford University Press, New York 2013. ISBN 978-0-19-932515-3.
- The Future of War: A History. Penguin, New York 2018, ISBN 978-0-14-197560-3.
- Ukraine and the Art of Strategy. Oxford University Press, New York 2019, ISBN 978-0-19-090288-9.
- Command: The Politics of Military Operations from Korea to Ukraine. Oxford University Press, New York 2022, ISBN 978-0-19-754067-1.
- Lawrence Freedman, Jeffrey H. Michaels: The Evolution of Nuclear Strategy. 4. Auflage. Palgrave Macmillan, London 2019, ISBN 978-1-137-57350-6 (springer.com). (1. Aufl. 1981, archive.org)